# Вила д'Оня
Вѝла д'О̀ня (на италиански: Villa d'Ogna; на ломбардски: Ela d'Ogna, Ела д'Оня) е село и община в Северна Италия, провинция Бергамо, регион Ломбардия. Разположено е на 542 m надморска височина. Населението на общината е 1852 души (към 2017 г.).